# Saarkohlenwald (Naturschutzgebiet)
Das Naturschutzgebiet Saarkohlenwald liegt im Regionalverband Saarbrücken im Saarland. Das aus zwei Teilgebieten bestehende Gebiet erstreckt sich westlich von Sulzbach/Saar und östlich von Riegelsberg. Am westlichen Rand des Gebietes verläuft die A 1 und östlich die A 623.

## Bedeutung
Das rund 2439 ha große Gebiet ist seit dem 21. März 2017 unter der Kennung NSG-N-6707-301 als Naturschutzgebiet ausgewiesen.